# Патрик Бесон
Патрик Бесон (фр. Patrick Besson; Париз, 1. јун 1956) француски је писац и новинар.

## Биографија
Бесон је рођен од оца Руса и мајке Хрватице. Свој први роман, Рана јутра љубави, објавио је 1974. године, са 17 година.
Он је подржавао Србију током ратова у Југославији, што је створило тензије са другим француским интелектуалцима.
Године 1987, L'Humanite је послао Бесона у Бразавил да присуствује конгресу писаца противника јужноафричког апартхејда.

## Награде
Бесон је добио Grand prix du roman de l'Académie française 1985. за Дару и Prix Renaudot 1995. за Брабан.
Одликован је Орденом српске заставе.

## Дела
- Les Petits Maux d'amour, éditeur : Seuil (1974)  9782020012270
- L'école des absents, éditeur : Du Seuil (1976)  9782020044752
- La Maison du jeune homme seul, éditeur : Hachette (1979)  9782010057113
- La boum, avec Danièle Thompson, Éditions Jai Lu 1983 (  9782277215042 )
- Dara, Éditions du Seuil (1985)  2020088878
- La Chute de Saigon : Théâtre 1986, éditeur : Messidor
- Lettres d'Europe, avec (France) Symposium international sur l'identité culturell (1988)  9782226032751
- La statue du commandeur, éditeur : Albin Michel (1988)  9782226034632
- Ah! Berlin et Autres Récits, éditeur : Gallimard (1989)  978-2070381173
- Un peu d'humanité, éditeur Messedor (1989)  9782209061198
- Divers gauche, éditeur Messedor (1990)  9782209064182
- La Paresseuse, éditeur Albin Michel (1990)  2226048324
- Le congrès de Tours n'aura pas, édition : Messidor (1990)  2209063299
- Les années Isabelle, éditeur : du Rocher ; réédition en 2010, éditeur : Millee  9782755501353
- Rot coco, Éditeur : R. Deforges 1991 (  9782905538871 )
- Les ai-je bien descendus? éditeur : Messidor (1991)  9782209066100
- Je sais des histoires, éditeur : du Rocher 1991 (  9782268011400 )
- Julius et Isaac, éditeur : Albin Michel (1992)  9782226059611
- Le deuxième couteau, éditeur : Christophe Barrault (1993)  9782736000172
- La femme riche, éditeur : Albin Michel (1993)  9782286047559
- Le viol de Mike Tyson, Editeur : Scandéditions (1993)  9782209068326
- L'argent du parti, éditeur : Le Temps des cerises (1993)  9782841090013
- Pas trop près de l'écran, with Éric Neuhoff, éditions du Rocher (1993)  2268016250
- Souvenir d'une galaxie dite nationale-bolchevique éditions du Rocher (1994)  9782268017280
- Les Braban, éditions Albin Michel (1995)  978-2226078513
- Sonnet pour Florence Rey et autres textes, éditeur : L'Âge d'Homme (1996)  9782825107249
- Folks, ou, [o kósmos], éditeur : du Rocher (1996)  9782268021621
- Haldred: Récit, éditeur : Calmann-Lévy (1996)  978-2702126363
- Amicalement rouge, éditeur : Messidor (1996)  978-2209059485
- Didier dénonce, éditeur : G. de Villiers (1997)  9782738658913
- Dedans, dehors: Les nouvelles frontières de l'organisation, éditeur : Vuibert (1998)  9782711779857
- Lettre à un ami perdu, éditeur : Jai lu (1998)  9782277302186
- Belgrade 99, suivi de Contre les calomniateurs de la Serbie, éditeur : L'Âge d'Homme (1999)  9782825113264
- La Titanic, éditeur: Rocher Eds Du 1999 (  2268032256 )
- Accessible à certaine mélancolie, éditeur : Albin Michel (2000)  9782226117342
- J'aggrave mon cas, éditeur : Rocher (2001)  978-2268039350
- Lui, éditeur : Point (2001)  2757816195
- Le deuxième couteau, éditeur : Lgf 2001 (  2253150134 )
- L'Orgie échevelée, éditeur : Fayard (2001)  9782842059521
- 28, boulevard Aristide Briand, éditeur : Christian de Bartillat (2001)  978-2841002344
- Un état d'esprit éditeur : Fayard (2002)  9782213611877
- Vous n'auriez pas vu ma chaîne en or ?, éditeur : La Table ronde (2002)  9782710325062
- 28, boulevard Aristide-Briand, suivi de "Vacances en Botnie", éditeur : J'ai lu 2003 (  9782290334331 )
- Paris vu dans l'eau, éditeur : Presses De La Renaissance (2003)  2856169104
- Les Voyageurs du Trocadéro, éditeur : Rocher Eds (2003)  2268044491
- Le Sexe fiable, éditeur : Mille et une nuits (2004)  9782842058180
- Encore que, éditeur : Mille et une nuits (2004)  9782842058708
- Solderie, éditeur : Fayard (2004)  9782842058722
- La Cause du people, éditeur : Fayard (2004)  9782213614496
- Le dîner de filles, éditeur : Le Serpent à Plumes (2005)  978-2268056661
- Les Frères de la Consolation, éditeur : Grasset & Fasquelle (2005)  9782246510529
- Ma rentrée littéraire, éditeur : Cavatinea (2005)  2915850011
- Saint-Sépulcre !, éditions Points (2005)  9782757801727
- Le corps d'Agnès Le Roux, éditeur : fayard (2006)  9782213629124
- Marilyn Monroe n'est pas morte, éditeur : Mille et une nuits (2006)  2842059530
- Défiscalisées, éditeur : Mille et une nuits (2006)  9782842059330
- Zodiaque amoureux, éditeur : Mille et une nuits 2006 (  9782842059330 )
- Nostalgie de la princesse, éditeur : Fayard 2006 (  9782213629490 )
- Belle-sœur, éditeur : Fayard (2007)  9782213632421
- La Science du baiser, éditeur : Points (2007)  9782757804865
- Accessible à certaine mélancolie, éditeur : Points (2007)  9782757806418
- Et la nuit seule entendit leurs paroles , éditeur : Mille et une nuits (2008)  9782755500547
- La Statue du commandeur , éditeur : Points Publication (2008)  9782757809990
- 1974, éditeur : Fayard (2009)  9782213643359
- Mais le fleuve tuera l'homme blanc, éditeur : Fayard (2009)  9782213629667
- La Haine de la Hollande, éditeur : Infini Cercle Bleu  (2009)  9782354050030